# Jason Pierce
Jason Pierce (* 19. listopadu 1965), používající také umělecké jméno J. Spaceman či Spaceman, je anglický hudebník pocházející z města Rugby v hrabství Warwickshire. V letech 1982–91 byli spolu s Petem Kemberem vůdčími postavami alternativně rockové skupiny Spacemen 3 a v současnosti je hlavním a také jediným stálým členem skupiny Spiritualized.
Kromě tvorby se Spiritualized a Spacemen 3, spolupracoval Pierce v průběhu let také s řadou free jazzových hudebníků a improvizátorů a dalších uznávaných umělců, jako jsou např. skupiny Black Rebel Motorcycle Club, Primal Scream, jazzový pianista Dr. John, hudebník a umělec Daniel Johnston či Yoko Ono.
V roce 2006 vydal Jason Pierce své první sólové album nazvané Guitar Loops a složil hudbu pro uměleckou instalaci Silent Sound (Tichý zvuk) britských autorů Iaina Forsytha a Jane Pollard. Živé provedení v liverpoolské St. George's Hall bylo vydáno v limitované CD edici, s podpisy a čísly jednotlivých nosičů. Stejně tak tomu bylo u druhého živého provedení Silent Sound v roce 2010 v rámci festivalu AV na radnici města Middlesbrough.
Mezi 6. a 8. únorem 2007 odehrál Pierce několik benefičních koncertů pro londýnskou nadaci pomáhající palestinským dětem HOPING.
V roce 2007 se také výrazně podílel na soundtracku k filmu Mister Lonely (Pan Osamělý), který natočil režisér Harmony Korine.
V červenci 2008 poskytl Jason Pierce rozhovor americkému veřejnoprávnímu rádiu NPR a následně odehrál koncert v legendárním washingtonském klubu 9:30. Rozhovor i záznam koncertu si je možné
poslechnout na stránce NPR.
Ze spolupráce s americkým jazzovým pianistou Matthewem Shippem vznikla nahrávka nazvaná Spaceshipp, která vyšla v roce 2008.
Pierce také pracoval na různých sólových projektech, remixoval např. singly uskupení LFO, Global Communication a 22-20's.
V posledních letech se Jason Pierce ocitl dvakrát v ohrožení života. V roce 2005 ho postihl vážný zápal plic, při kterém došlo i k zástavě srdce. Poté vzniklo album Spiritualized Songs in A&E. V roce 2012 pak u něj lékaři zjistili závažné onemocnění jater. V průběhu dlouhodobého léčení vznikalo album Spiritualized Sweet Heart Sweet Light.